# Кеті Карр (плавчиня)
Кеті Карр (англ. Cathy Carr, 27 травня 1954) — американська плавчиня.
Олімпійська чемпіонка 1972 року.
Переможниця літньої Універсіади 1973 року.